# Costante di tempo (fisica)
Nell'analisi dei sistemi dinamici la costante di tempo, generalmente indicata con la lettera greca {\displaystyle \tau } (tau), è un parametro che caratterizza la risposta al gradino unitario di un sistema dinamico lineare stazionario del primo ordine.
Considerato un fenomeno governato dall'equazione differenziale ordinaria
{\displaystyle {\frac {\operatorname {d} f(t)}{\operatorname {d} t}}=-{\frac {1}{\tau }}(f(t)-k)}
La soluzione f è una funzione esponenziale, con base il numero di Nepero. Se il parametro t è un tempo, si mostra che dopo il tempo 3τ le variazioni di f sono inferiori al 5%. Dopo un tempo di circa 5τ, la funzione f può essere considerata praticamente costante, con variazioni che non superano lo 0.7%. In ambito fisico si suole allora dire che il sistema è «a regime».
La natura offre diversi esempi in cui, in prima approssimazione, valgono leggi descritte da equazioni differenziali come quella sopra.

## Il tempo di rilassamento
Nel caso di un'evoluzione transitoria, la costante di tempo è spesso legata alla risposta del sistema studiato a una perturbazione istantanea ed è chiamata anche tempo di rilassamento. La costante di tempo caratterizza allora l'ordine di grandezza del tempo al termine del quale si raggiunge il nuovo equilibrio.